# Fernand Berthouin
 (janvier 2020).
Si vous disposez d'ouvrages ou d'articles de référence ou si vous connaissez des sites web de qualité traitant du thème abordé ici, merci de compléter l'article en donnant les références utiles à sa vérifiabilité et en les liant à la section « Notes et références ».
Fernand Berthouin est un homme politique français, né le 10 juin 1917 au Grand-Pressigny (Indre-et-Loire) où il est mort le 7 octobre 2016,.

## Biographie
Il fait partie des radicaux qui, en 1972, créent le Mouvement des radicaux de gauche aux côtés de Robert Fabre.
- Député FGDS, puis apparenté socialiste d'Indre-et-Loire (1962-1978)
- Maire du Grand-Pressigny (1954-1977)
- Conseiller général du canton de Grand-Pressigny de 1961 à 1973.

Il est nommé officier de la Légion d'honneur en 1992, commandeur dans l'ordre national du Mérite, officier des Palmes académiques et Croix de guerre 1939-1945 .
Préhistorien amateur, il est président de la Société des Amis du Musée préhistorique du Grand-Pressigny.